# Вельф V
Вельф V Гладкий (нім. Welf V der Dicke, бл. 1073 — 24 вересня 1120) — маркграф Тосканський у 1089—1095 роках, герцог Баварський у 1101—1120 роках (як Вельф II).

## Життєпис

### Правитель Тоскани
Походив з роду Молодшої династії Вельфів. Старший син Вельфа I (IV), герцога Баварії, та Юдіт Фландрської. Народився близько 1073 року. В цей час вирувала боротьба між імператором Генріхом IV і папським престолом за інвеститури. В ній Вельф I підтримував переважно пап римських. У 1089 році папа римський Урбан II завдяки дипломатії домігся укладення таємного шлюбу між противницею Генріха IV, Матильдою, маркграфинею Тоскани, і молодшим Вельфом (в подальшому відомим як Вельф V). Через це переговори про мир між імператором і Вельфом I успіхом не увінчалися, а останній вступив в союз з папою римським проти Генріха IV. Це своєю чергою призвело до накопичення влади на півдні Німеччини і півночі Італії в руках супротивників імператора.
Матильда залишалася повноправною правителькою Тоскани. Вельф V разом з дружиною брав участь в боротьбі проти імператора Генріха IV у 1190 році. Але подорослішавши, Вельф V спробував висунутися на перший план, що викликало чвари між подружжям. В результаті влітку 1095 року Вельф V за допомогою папи римського розлучився зі своєю дружиною і повернувся до Німеччини.

### Герцог Баварії
Після розлучення сина Вельф I (IV) відновив перемовини з імператором щодо примирення. У підсумку в 1096 році Вельфові I була повернута Баварія. Крім того, імператор гарантував, що Вельф V успадкує герцогство після смерті батька. У квітні 1101 року немолодий уже Вельф IV вирушив у хрестовий похід, під час якого і помер. Йому успадковував Вельф V (був герцогом Баварії під ім'ям Вельф II).
Вельф V залишався прихильником імператора. Попри спроби папи римського Пасхалія II і брата Генріха Чорного перетягнути його на бік супротивників Генріха IV під час повстання Генріха Молодшого, сина і спадкоємця імператора, Вельф V зберіг йому вірність. На Різдво 1105 року Вельф V був присутній на рейхстазі в Майнці, на якому Генріх Молодший після уявного зречення Генріха IV був під ім'ям Генріх V визнаний правителем імперії.
У 1107 році Вельф V був одним з посланців Генріха V, які в Шалоні зустрічалися з папою римським Пасхалієм II і Філіпом I, королем Франції, для врегулювання спору про світську інвеституру. У 1108 році Вельф V брав участь в невдалому поході Генріха V проти Угорщини.
Влітку 1110 року Вельф V з баварським військом приєднався до Генріха V, щоб супроводжувати його в поїздці в італійські володіння. У 1111 році був присутній під час церемонії набуття імператорської гідності Генріхом V, яка відбулася у Римі під орудою Пасхалія II.
У 1112 році імператор втрутився у внутрішні справи Саксонського герцогства, що викликало невдоволення саксонської знаті. Для врегулювання суперечки Генріх V відправляв до Лотаря, герцога Саксонії свого посланця Вельфа V, якому вдалося залагодити конфлікт.
У 1115 році після смерті Матильди Тосканської, яка заповідала свої володіння Папському престолу, виникли суперечки серед можливих спадкоємців, що також висунули свої права на Тоскану. При цьому на спадщину міг претендувати і Вельф V як колишній чоловік Матильди. Побоюючись, що вірність Вельфа V може похитнутися, Генріх V гарантував, що бездітному герцогу в Баварії буде наслідувати його брат Генріх Чорний. У лютому імператор вирушив до Італії, разом з ним вирушив і Генріх Чорний. В результаті походу Генріху V вдалося опанувати спадщиною Матильди.
У вересні 1119 році Вельф V в Страсбурзі брав участь в перемовинах стосовно інвеститури між Генріхом V і папою римським Калікстом II. У листопаді-грудня того ж року Вельф V повернувся до Німеччини. Він помер у вересні 1120 року в баварському бурзі Кауферінг. Його тіло було поховано в монастирі Вайнгартен. Його спадкоємцем став молодший брат Генріх IX.

## Родина
Дружина — Матильда Тосканська.
Діти: не було.
Шлюб між 44-річною Матільдою і Вельфом V, якому в момент шлюбу було близько 16 років, був суто політичним і залишився бездітним.